# Phil Lesh
Phillip Chapman Lesh, noto come Phil Lesh (Berkeley, 15 marzo 1940 – Los Angeles, 25 ottobre 2024), è stato un musicista, bassista e cantautore statunitense, storico membro fondatore del gruppo Grateful Dead e attivo anche nei gruppi Phil Lesh and Friends, The Other Ones e The Dead.

## Discografia (come Leader o Co-leader)
Album
- 1975 - Seastones (Round Records, RX 106) a nome Ned Lagin, Phil Lesh